# 恩曽川
恩曽川（おんそがわ）は、神奈川県厚木市を流れる準用河川。相模川水系の支流である。恩曾川とも表記される。

## 概要
神奈川県厚木市の上古沢地区に源を発し東流した後、玉川（新玉川）に合流する。玉川の改修以前は水を流域で灌漑に利用しており、水田地帯を通っていた。河岸にはツルヨシが自生している。

## 橋梁
- 八ツ橋（神奈川県道63号相模原大磯線）
- 北谷橋（神奈川県道603号上粕屋厚木線）
- 小田急小田原線恩曽川橋梁
- 東名高速道路恩曽川橋梁